# 不确定性规避
在跨文化心理學中，不确定性回避（英語：uncertainty avoidance）是指不同文化对未知和不确定情况的容忍程度。它是霍夫斯泰德文化维度模型中所论述的六个关键特征或维度之一，旨在帮助人们衡量各国间的文化差异，并解释为什么一些观念和商业实践在某些国家比在其他地方更有效。吉爾特·霍夫斯塔德曾指出：“这里的根本问题在于，社会如何应对未来的不可知性：是应当尽力控制它，还是顺其自然地让它发生？”
不确定性回避的维度反映了社会中的个体在应对不确定性和未知时所采取的态度。具有较高不确定性回避指数的国家，通常行为较为严格，个体也倾向于避免不传统的思维和行为方式。相反，具有较低不确定性回避指数的社会则对不确定性持更为宽容的态度。高不确定性回避文化中的人们会努力减少未知和异常情况的发生，并通过制定规则、法律及规定来逐步推动变革。而在低不确定性回避的文化中，人们更容易接受无序或变动的环境，并尽量减少对规则的依赖。生活在这些文化中的个体通常更务实，并且对变化有更高的容忍度。
不确定性回避所涉及的领域主要包括科技、法律和宗教。科技通过创新与发展，帮助应对自然带来的不确定性；法律则通过设立规则，规避人们在行为上可能遇到的不确定性；宗教则接受人类无法避免的种种不确定性，个体通过信仰来应对这些困惑和不确定性。

## 关键概念
在不确定性规避方面，不同文化处于一个广泛的范围内。不确定性规避有三种类型：高、不高和中等不确定性规避。霍夫斯泰德的不确定性规避量表展示了人们在生活中希望减少任何明显不确定性的需求。

### 高不确定性规避
有多种方式可以识别一个人是否具有较强的不确定性规避倾向。通常，以下几种表现是高不确定性规避的特征：与他人互动时偏向使用正式的礼仪和方式、依赖明确的政策和程序、对变化表现出明显的抵触情绪，以及对非传统或不符合常规的做法缺乏宽容。这些都是体现高不确定性规避的典型行为。
来自高不确定性规避文化的人通常表现出较高的压力和焦虑水平。这些人高度重视控制，意味着生活中的每一方面都有固定的结构和规则，能够帮助他们感到安心。严格的规则和规范帮助他们清晰地定义自己的信念和行为方式。对于新观念的产生，他们感到不安，通常只会冒那些自己已知并且成功率较高的风险。在高不确定性规避文化中，年长者通常受到极高的尊敬，同时也带有一定的畏惧感。当孩子们被教育和传授文化信仰时，他们是不能质疑这些信仰的。
在高不确定性规避的社会中，人们可能会对与自己不同的人感到害怕，甚至表现出仇外情绪。

#### 高不确定性规避国家
一些高不确定性规避的国家包括芬兰、德国、希腊、危地马拉、日本、墨西哥、葡萄牙和韩国。

### 低不确定规避
与高不确定性规避文化相比，低不确定性规避文化的人们展现出一些不同的特点。他们在与他人互动时，通常更倾向于使用非正式的方式，而不是严格遵循正式的规则和程序。大多数情况下，他们依赖非正式的规范和行为来处理事务。此外，低不确定性规避的人对变革的抵抗较小，通常会更灵活地接受新变化。
来自低不确定性规避文化的人更能接受未来的不确定性，倾向于让事情自然发展，而不是过度规划或控制。他们对规则的依赖性较低，认为规则并不总是必须遵循的约束。低不确定性规避的人也更愿意质疑权威人物，认为有权表达不同的意见。他们的压力和焦虑感较低。低不确定性规避文化中的年轻人通常也更容易受到尊重，在接受文化信仰教育时，他们不必立刻完全遵循这些信仰。当新观念出现时，他们通常会保持开放态度，愿意听取并考虑新的想法。来自低不确定性规避文化的人不会把不明确或模糊的情况视为潜在的麻烦或困扰。原创性被看作更为重要，通常会更受到重视，并且更有可能被采纳。
此外，具有低不确定性规避的人与自己不同的人互动时也不会感到困难。

#### 低不确定性规避国家
一些低不确定性规避的国家包括牙买加、丹麦、新加坡、瑞典和爱尔兰。

### 适度不确定性规避
适度不确定性规避文化的人群介于高不确定性规避和低不确定性规避之间，他们既有高规避群体的一些特征，也有低规避群体的一些特征。适度不确定性规避的人主要生活在美国和加拿大。

### 风险
不确定性规避常常被误认为是与风险规避相关的。然而，实际上，不确定性规避指数并不直接涉及对风险的规避。它更关注的是社会中人们日常生活中的交流习惯和惯例，以及人们在这些交流中感到舒适和安全的方式。

## 进一步阅读
- Hofstede, Geert. . The Academy of Management Review (Academy of Management). 1978-07, 3 (3): 450–461. JSTOR 257536. doi:10.2307/257536.
- Hofstede, Geert. . OR（英语：Journal of the Operational Research Society） (Operational Research Society). 1967-07, 20 (3): 388–390. JSTOR 3008751. doi:10.2307/3008751.
- Hofstede, Geert. . Administrative Science Quarterly (Johnson Graduate School of Management, Cornell University). 1983-12, 28 (4): 625–629. JSTOR 2393017. doi:10.2307/2393017.
- Hofstede, Geert. . Administrative Science Quarterly (Johnson Graduate School of Management, Cornell University). 1993-03, 38 (1): 132–134  [2025-02-03]. JSTOR 2393257. doi:10.2307/2393257. （原始内容存档于2018-06-05）.
- Hofstede, Geert.  (PDF). Human Relations (Sage Publications). 2002-03, 55 (11): 1355–1361. S2CID 145672549. doi:10.1177/00187267025511004. （原始内容 (PDF)存档于2010-12-16）.
- Hofstede, Geert. . Journal of International Business Studies (Sage Publications). 2010, 41 (8): 1339–46. S2CID 168022890. SSRN 1697436 . doi:10.1057/jibs.2010.31.
- Dimoka, Angelika; Hong, Yili; Pavlou, Paul. . MIS Quarterly. 2012, 36 (2): 395–426. JSTOR 41703461. S2CID 8963257. doi:10.2307/41703461.